# Zostera noltii
Zostera noltii Hornem., 1832 è una fanerogama marina appartenente alla famiglia Zosteraceae.

## Descrizione
Simile a Zostera marina ma ha foglie molto sottili (ha solo 3 nervature parallele) con un'incisione centrale asimmetrica sull'apice che la rende inconfondibile. I rizomi sono sottili e poveri di radici avventizie. Presenta all'interno delle foglie dei parenchimi aeriferi che le consentono di rimanere eretta per un fenomeno di galleggiamento.

## Distribuzione e habitat
Questa specie è ampiamente diffusa in oceano Atlantico e nel Mediterraneo, raggiunge il mar Nero ed il mar d'Azov stabilendovi popolamenti numerosi. È l'unica fanerogama marina a popolare il mar Caspio ed il lago d'Aral. Vive in acque basse (max 5 metri, usualmente meno) e dissalate, soprattutto in lagune e foci. Penetra in mare aperto (in Mediterraneo) solo dove ci siano sorgenti d'acqua dolce.